# Praktisk filosofi
Praktisk filosofi kaldes også anvendt filosofi. Modsat teoretisk filosofi.
Områderne omfatter blandt andet:
- Etik
- Metaetik
- Politisk filosofi
- Æstetik

Specielle områder:
- Pædagogisk filosofi

| filosofi | Spire Denne filosofiartikel er en spire som bør udbygges. Du er velkommen til at hjælpe Wikipedia ved at udvide den. |